# Asedio de Balaguer
El asedio de Balaguer de 1413 fue una de las batallas de la revuelta del conde de Urgel.

## Antecedentes
Después de unos éxitos iniciales, el 27 de junio de 1413, Jaime fracasó ante Lérida. Posteriormente su ejército será vencido en la batalla de Alcolea de Cinca el 10 de julio, lo que imposibilitó reunir los ejércitos del Urgel y de Aragón. El rey Fernando se acoge al usatge Princeps namque que le permitía levantar un ejército a expensas de sus súbditos.

## El asedio
Jaime de Urgel se recluyó en Balaguer, creyendo que era inexpugnable, con sus tropas comandadas por Ramón Berenguer de Fluvià, en espera de la ayuda inglesa, y el propio rey Fernando organizó un asedio en julio de 1413, con tropas de tierra y seis bombardas de gran calibre y tres fundíbulos. Simultáneamente, Antón de Luna quedó bloqueado en su castillo de Loarre.
Fernando de Antequera dirigió al Plan de Almatà el peso de la artillería desde el lunes 5 de agosto, dañando el Castillo Formós, la iglesia de Santa María y el convento de Santa Clara. El asedio de Balaguer terminó con la rendición del conde al rey el 31 de octubre de 1413 ante el asalto inminente.

## Consecuencias
El castillo de Loarre cayó a principios de 1414, dándose por sofocada la revuelta.